# Johnny Madden
John William Madden (Dumbarton, 1865. június 11. – Prága, 1948. április 17.) skót labdarúgó és edző. 1905 és 1930 között a Slavia Praha vezetőedzője.

## Pályafutása

### Játékosként
Madden szülővárosában, a Dumbarton csapatában kezdett el futballozni, majd Angliába igazolt ahol előbb a Gainsborough Trinity, majd a Grimsby Town csapatában szerepelt. 1889 és 1897 között a skót élvonalbeli Celtic labdarúgója volt; a klub játékosaként háromszor nyert skót bajnokságot, illetve egyszer skót kupát. Labdarúgó-pályafutása végén a Dundee és az angol Tottenham Hotspurban is pályára lépett. 1893-ban és 1895-ben is egy-egy alkalommal szerepelt a skót válogatottban.

### Edzőként
1905 és 1930 között a Slavia Praha vezetőedzője volt; a klubbal háromszor nyert csehszlovák bajnokságot az 1920-as évek végén, valamint egy-egy alkalommal eljuttatta őket az 1929-es közép-európai kupa és az 1930-as bajnokok tornája döntőibe.

## Sikerei, díjai

### Játékosként
- Celtic:
- Skót bajnok: 1893, 1894, 1896
- Skót kupagyőztes: 1892

### Edzőként
- Slavia Praha:
- Csehszlovák bajnok: 1925, 1928–29, 1929–30
- Közép-európai kupa döntős: 1929
- Bajnokok Tornája döntős: 1930

## Statisztika

### Mérkőzései a skót válogatottban
| Skócia | Skócia            | Skócia                     | Skócia | Skócia   | Skócia   | Skócia             | Skócia | Skócia         |
| #      | Dátum             | Helyszín                   | Hazai  | Eredmény | Vendég   | Kiírás             | Gólok  | Esemény        |
| ------ | ----------------- | -------------------------- | ------ | -------- | -------- | ------------------ | ------ | -------------- |
| 1.     | 1893. március 18. | Wrexham, Racecourse Ground | Wales  | 0 – 8    | Skócia   | brit házibajnokság | 4      | 4' 20' 47' 89' |
| 2.     | 1895. március 23. | Wrexham, Racecourse Ground | Wales  | 2 – 2    | Skócia   | brit házibajnokság | 1      | 15'            |
|        | Összesen          |                            |        | 2        | mérkőzés |                    | 5      | gól            |

## Fordítás
Ez a szócikk részben vagy egészben  a   Johnny Madden című angol Wikipédia-szócikk fordításán alapul.  Az eredeti cikk szerkesztőit annak laptörténete sorolja fel. Ez a jelzés csupán a megfogalmazás eredetét és a szerzői jogokat jelzi, nem szolgál a cikkben szereplő információk forrásmegjelöléseként.